# Norbert Sattler
Norbert Sattler (Kötschach-Mauthen, 4 ottobre 1951 – 19 gennaio 2023) è stato un canoista austriaco.
Vinse un argento alle Olimpiadi del 1972 e fu medaglia d'oro in due campionati mondiali.

## Palmarès
Olimpiadi
- 1 medaglia:
  - 1 argento (Monaco di Baviera 1972 nel K-1)

Mondiali
- 5 medaglie:
  - 2 ori (Merano 1971 nel K-1 a squadre; Muotathal 1973 nel K-1)
  - 2 argenti (Spittal 1977 nel K-1 a squadre; Jonquière 1979 nel K-1 a squadre)
  - 1 bronzo (Spittal 1977 nel K-1)